# Escape Under Pressure
Escape Under Pressure ist ein US-amerikanischer Actionfilm aus dem Jahr 2000 mit Rob Lowe in der Hauptrolle. Die deutsche Fassung entstand bei EuroArts Entertainment GmbH, Berlin.

## Handlung
Im Auftrag des Kunstsammlers Elgin Bates entdeckt der Söldner Lester Crowley eine lang verschollene Statue der Artemis in Griechenland. Die Statue wird ihm vom Zoll in Athen abgenommen und mit einer Touristenfähre zu einem Museum nach Lesbos geschickt. An Bord befinden sich die Professorin Chloe Spencer und ihr Mann John, ein Ingenieur der US Army. Als Crowley den Transport überfällt, kann das Ehepaar die Statue retten, wird jedoch unter Deck des sinkenden Schiffs eingesperrt. Crowley und seine Männer versuchen, die Statue zurückzubekommen und mit einem gecharterten U-Boot zu entkommen. Die Spencers können mit Tauchanzügen in ein Mini-U-Boot wechseln. Beim Versuch das Mini-U-Boot zu rammen, kollidiert Crowleys U-Boot mit Felsen und versinkt. Die Eheleute werden von einem US-Kriegsschiff gerettet. Bates wird vom FBI verhaftet.

## Kritik
„‘Stirb langsam’ trifft ‘Titanic’ in der billigen Bananendampferversion. Fazit: Ungelenker B-Film mit wässriger Action.“

„Im Glauben, bewährte Blockbuster-Elemente beliebig kombinieren zu können, präsentiert sich der Film als eine Mischung aus "Titanic" und "Stirb langsam", bringt allerdings nur eine völlige konfuse Geschichte zustande. Die können auch die überforderten Darsteller nicht überspielen, die zudem mit dem Handikap dilettantischer Spezialeffekte zu kämpfen haben.“